# Leader (vrachtwagenmerk)
Leader was een vrachtwagenmerk uit Australië.
Het merk Leader werd opgericht door een groep transportbedrijven die behoefte had aan een vrachtwagen die meer geschikt was voor het klimaat in Australië. Het bedrijf werd opgericht in 1934 door Cyril Anderson, en kreeg ik de volksmond ook wel de naam Western Transport. In 1983 sloot het bedrijf zijn deuren.

## Techniek
Sinds 1972 werd door Leader gebruikgemaakt van onder andere de volgende onderdelen:
- Caterpillar dieselmotoren.
- Fuller versnellingsbakken.
- Rockwell assen.

Een opmerkelijk feit is dat Leader een van de eerste vrachtwagenmerken was dat glasvezelcabines gebruikte, waardoor de vrachtwagen aanzienlijk lichter werd.

## Modellen
- Mid Ranger - Een bakwagen voor de kortere afstanden.
- Overlander - Een bakwagen voor de langere afstanden, deze uitvoering had standaard een slaapcabine.
- Challenger - Een trekker voor de langere afstanden.